# Mount Haidinger
Der Mount Haidinger ist ein 3070 m hoher Berg in den Neuseeländischen Alpen und befindet sich im Mount Cook-Nationalpark. Er besitzt eine Doppelspitze, wobei die Nordspitze neun Meter niedriger als die Südspitze ist.
Den Gipfelerfolg der Südspitze verbuchten 1895 Edward Arthur FitzGerald, Matthias Zurbriggen und Jack Clark. Die Erstbesteigung der Nordspitze gelang im selben Jahr Tom Fyfe und Malcolm Ross. Mount Haidinger wird am besten im Sommer der Südhalbkugel zwischen September und März bestiegen.
Den Berg benannte Julius von Haast nach dem österreichischen Geologen Wilhelm Ritter von Haidinger.